# 第一次カーンズタウンの戦い
第一次カーンズタウンの戦い（英: First Battle of Kernstown）は、南北戦争2年目の1862年3月23日、バージニア州フレデリック郡とウィンチェスター市で起きた戦闘であり、南軍のストーンウォール・ジャクソン少将によるシェナンドー・バレーを通るバレー方面作戦の緒戦となった。
ジャクソンは、ナサニエル・バンクス少将の全体指揮下にあるバレーの北軍を足止めさせようとしている時に、ネイサン・キンボール大佐の小さな分遣隊が脆弱な状態にあるという情報を受け取った。しかしそれは誤報であり、実際にはジャクソンの部隊の2倍以上ある完全な歩兵師団だった。ジャクソン隊から出た騎兵の攻撃は撃退され、即座にそれを小さな歩兵旅団で補強した。ジャクソンは他の2個旅団でサンディリッジを通り北軍の右翼を包囲しようとした。しかし北軍エラスタス・B・タイラー大佐の旅団がこの動きに対応し、キンボールの旅団がその支援に動いた時に、南軍は戦場から追い出された。北軍はその後追撃を掛けなかった。
この戦闘は南軍の戦術的敗北だったが、北軍が南軍の首都リッチモンドに対して半島方面作戦を仕掛けている時であり、これにシェナンドー・バレーから援軍を送ることを妨げたので、南部にとっては戦略的勝利と考えられる。この戦闘より先に1861年7月2日のホークスランの戦いでジャクソンは敗北したことがあり、常勝と言われたジャクソンにとって第一次カーンズタウンの戦いは数少ない敗北の2つ目となった。

## 背景

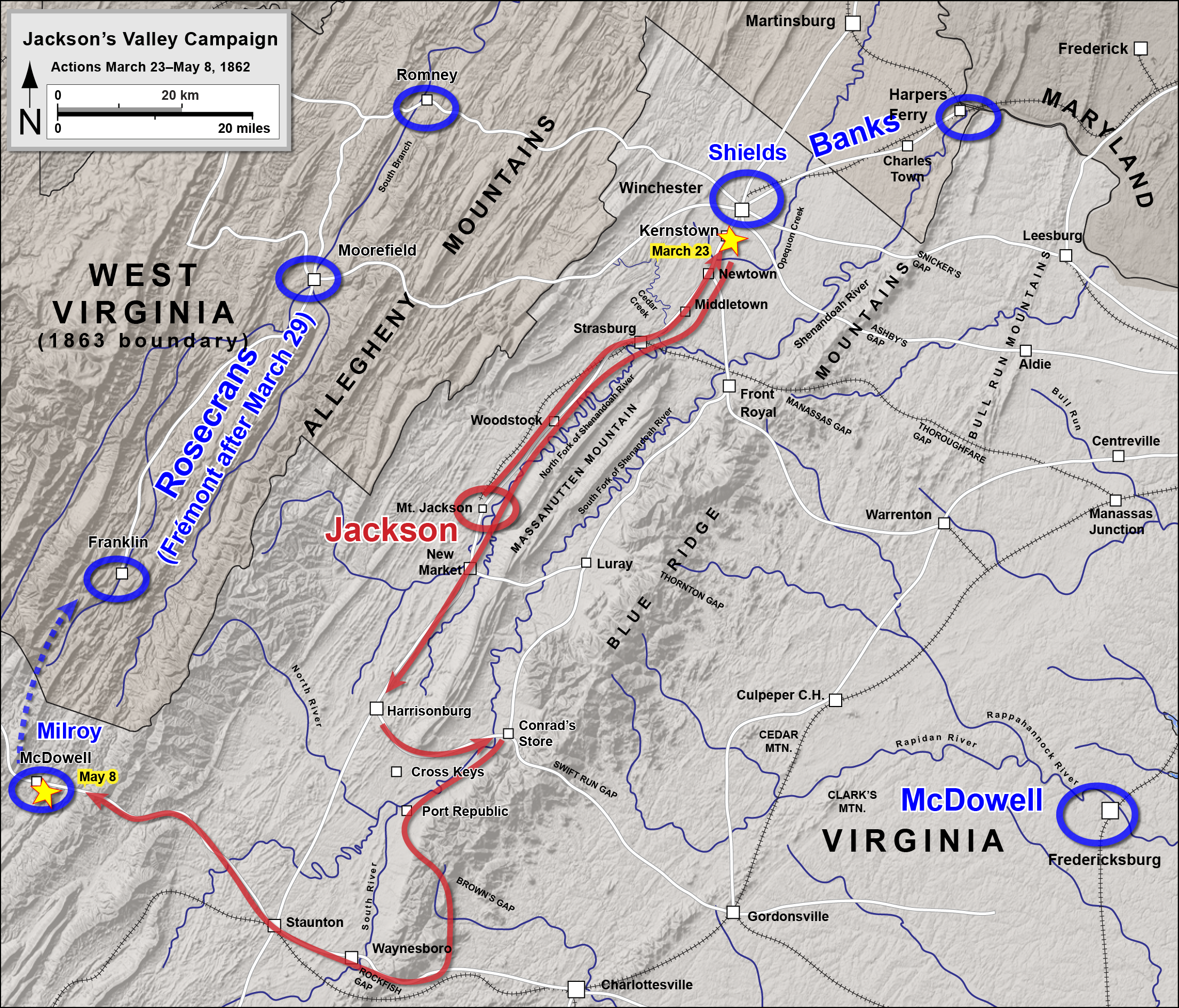
バレー方面作戦: カーンズタウンの戦いからマクドウェルの戦いまで
南軍
北軍

ジャクソンの師団は、ジョセフ・ジョンストン将軍の軍の側面をカバーするためにバレーを昇って後退していた（バレーの南西端の標高が高くなる方向）。ジョンストン軍はセンタービルとマナサスの線から首都リッチモンドの方向へ後退していた。この保護的な動きが無ければ、バンクス指揮下の北軍がブルーリッジ山脈の峠を通ってジョンストン軍を攻撃した可能性があった。1862年3月12日までにバンクスはジャクソン隊が町を明け渡した直後のウィンチェスター市を占領した。ジャクソン隊はバレー・パイクを通ってマウントジャクソンまで42マイル (67 km) をのんびりしたペースで行軍していた。3月21日、ジャクソンは、バンクスが部隊を分割し、2個師団（ジョン・セジウィックとアルフェウス・ウィリアムズ各准将の指揮）がワシントンD.C.の近郷まで戻り、北軍の他の部隊がリッチモンドに対するジョージ・マクレラン少将の半島方面作戦に参加できるようにしたという情報を得た。バンクス軍の残った師団はジェイムズ・シールズ准将が指揮してストラスバーグに駐屯し、バレー下流（北東部）を守っていた。さらに情報ではウィンチェスターに向けて後退していることを示唆していた。バンクスも3月23日にはバレーを去る準備をしていた。
ジャクソンがジョンストンから得ていた命令は、バンクス軍がバレーから去らないようにすることであり、まさにバンクスがそうしようとしていた。ジャクソンは部隊を戻し、この戦争の中でも大変な強行軍を行い、3月22日には北東に25マイル (40 km)、3月23日朝にはカーンズタウンまでさらに22マイル (35 km) を進んだ。ジャクソン配下、ターナー・アシュビー大佐の騎兵隊が3月22日に北軍と小競り合いを行い、そのときにシールズは砲弾の破片で腕を負傷していた。シールズは負傷したにも拘わらず、師団の一部をウィンチェスターから南方に動かし、他方1個旅団を北上させた。これによりウィンチェスターを放棄したように見せかけたが、実際には予備として近くに留めていた。その後、師団の戦術指揮権を第1旅団長であったネイサン・キンボール大佐に委ねたが、戦闘中多くの伝達や命令をキンボールに送っていた。ウィンチェスターの南軍支援者が、シールズが4個連隊（約3,000名）と数門の砲だけを残して、残りの部隊には翌朝にハーパーズ・フェリーに向かうよう命令したとの誤った情報をアシュビーに与えてしまった。アシュビーは通常信頼すべき騎兵斥候であるという評判だったが、このときはその市民の情報を確認もせずジャクソンに伝えてしまった。ジャクソンは、行軍中の脱落者により3,000名まで減っていたその師団で、北に積極的に行軍した。間もなくほぼ9,000名の軍を攻撃することになるとは気付いていなかった。

## 戦闘

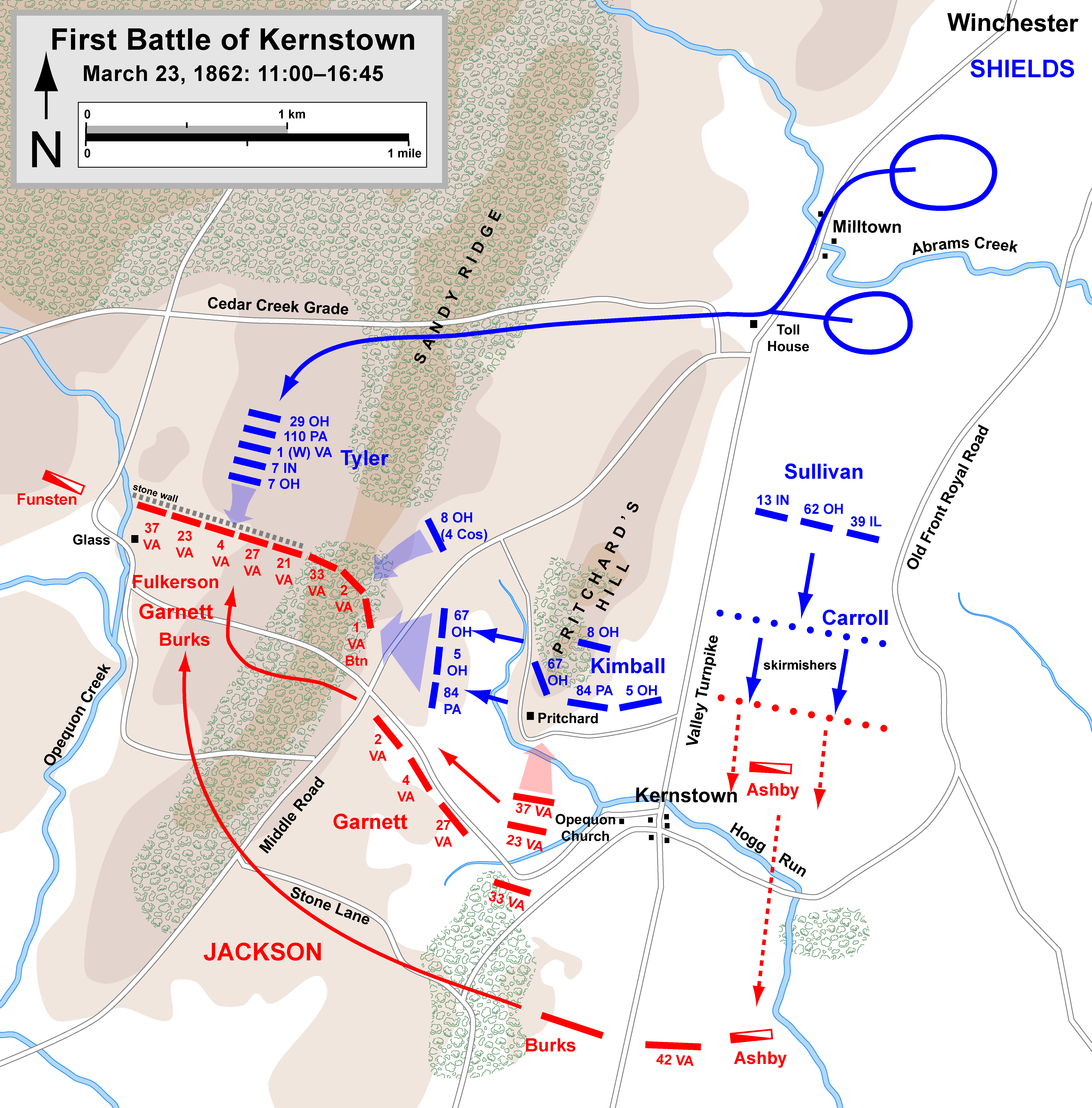
第一次カーンズタウンの戦い、3月23日の午前11時から午後4:45までの動き

ジャクソンはウッドストックから北に動き、3月23日日曜日午前11時頃にカーンズタウン北軍陣地の前に到着した。敬虔なキリスト教徒であるジャクソンは安息日に戦闘を行うことを避けたかったが、南北戦争の軍歴を通じて軍事的利点が得られる場合は、躊躇するようなことはなかった。後に妻に宛てて次の様に書いていた。
私は翌朝まで戦闘を伸ばすことからくる破壊的な影響を考えれば、攻撃するのが任務だと考えた。私の見る限り、私の選んだ道は賢明な者だった私の感情には大変不快なものだったが、その状況下では私ができる最善だった。私は、その日ほど状況が良くなることは無いだろうと天にまします父に期待し、祈る。私の軍隊が関わる限り、必要性と慈悲の心が戦闘を要求していた。武器を取るのが職業であり、その原則が成功に付いて来るならば、士官に間違っているかもしれないと恐れるものをやるよう要求する...成功すればそれが得られる。
ジャクソンは自ら偵察した後で、ターナー・アシュビーをバレー・ターンパイク上にいるキンボールの陣地に対して陽動行動に送り出し、本隊であるサミュエル・ファルカーソン大佐とリチャード・B・ガーネット准将の各旅団（いわゆるストーンウォール旅団であり、ジャクソン自身が全体指揮した）がプリチャードヒル上の北軍砲兵陣地を攻撃した。ファルカーソンが率いた前衛旅団が撃退されたので、ジャクソンは北軍の右翼に回り込むことにし、占領されていないように見えたサンディリッジの西約2マイルに (3 km) に回った。これが成功していれば、その部隊は尾根を降りて北軍の後方に回り、ウィンチェスターへの退却路を塞いでいたはずだった。キンボールがこの動きに対応し、エラスタス・B・タイラー大佐の旅団を西に動かしたが、北軍が到達する前に、ファルカーソンの部隊が尾根の空き地に面した石壁に到達していた。ジャクソンの副官であるサンディ・ペンドルトンがその尾根から自隊に向かってくる北軍をはっきりと観察し、その勢力が1万名だと推計した。ペンドルトンがそれをジャクソンに報告すると、ジャクソンは「それについて何も言うな。我々はそのためにここにいる」と答えた。

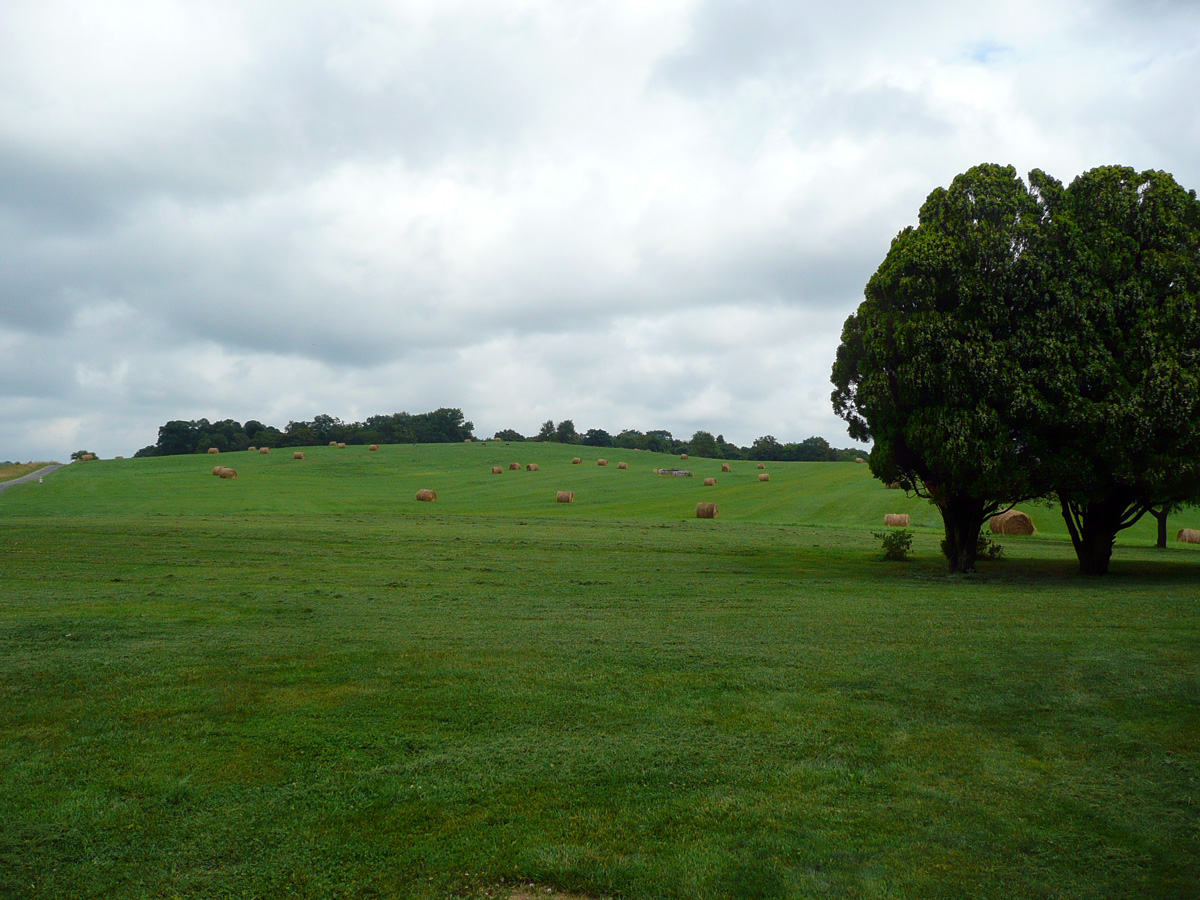
プリチャードヒル、2009年7月撮影

午後4時頃、タイラーがその旅団で通常ではあまり無い方法でファルカーソンとガーネットの部隊を攻撃した。それは「師団の密接縦隊」というものであり、2個中隊を戦闘に、48個中隊をその後ろに24列並べるものであり、幅は約75ヤード (68 m)、長さは400ヤード (360 m) で制御が難しい隊形であり、前面での攻撃力に欠けるものだった。南軍は石壁の背後から激しい一斉射撃を行うことで、勢力に劣りながらも一時的に反撃できた。ジャクソンは最終的に敵対している敵の勢力を認識し、予備に取っておいたジェシー・バークス大佐の旅団を送ったが、彼らが到着した午後6時までに、ガーレットのストーンウォール旅団は弾薬が尽きかけ、ファルカーソンの右翼を曝したまま後退した。南軍の間に恐慌が起こり、バークスの旅団が到着すると、逃亡する群衆となり、後退を強いられた。ジャクソンは兵士を鼓舞しようとしたが無駄だった。ある兵士を呼び止めて「君はどこに行こうとしているのだ?」と問うた。その兵士は弾薬が尽きたと答えた。ジャクソンは「それならば戻って、奴らに銃剣をお見舞いして来い」と言った。しかし、その兵士はジャクソンを無視し、走り続けた。キンボールは効果的な追撃を組み立てられなかった。その夜、ある騎兵がバレーパイクに沿った焚き火の傍でジャクソンの横に座り、冗談交じりに「彼らは撤退していると報告された、将軍、しかし彼らは我々の後を撤退している」と話した。ジャクソンはそのユーモアが分からずに「私は満足していると思うよ」と答えた。

## 戦いの後
北軍の損害は総計590人（戦死118人、戦傷450人、捕虜・行方不明22人）であり、南軍の損害は総計718人（戦死80人、戦傷375人、捕虜・行方不明263人）だった。
北軍の勝利にもかかわらず、エイブラハム・リンカーン大統領はジャクソンの大胆さとワシントンに対する潜在的な脅威に動揺した。バンクスをアルフェウス・ウィリアムズの師団を付けてバレーに戻した。またジャクソンが西バージニアに移動してジョン・C・フリーモント少将の部隊を攻撃することを恐れ、マクレランのポトマック軍からルイス・ブレンカー准将の師団を引き抜いてフリーモントの部隊を強化した。さらにこの機会を利用して、マクレランの半島方面作戦実施に際するワシントン防衛計画を見直し、守備兵力が不十分であると判断した。そこで、マクレランの支援のためリッチモンドに向かって南下することとなっていたアービン・マクドウェルの軍団を、首都近郊に残すように命じた。マクレランは、これらの兵力供出により、リッチモンド攻略は不可能になると反論した。ジャクソンのカーンズタウンに対する攻撃は、彼の軍歴における唯一の敗北になったが、それによって北軍が戦略的な再配置を行うことになり、南軍全体にとっては戦略的な勝利となった。ジャクソンのバレー方面作戦での残り期間は、3個の軍に編成された優勢な北軍に対して、電撃的な動きと5度の勝利を上げたものであり、ジャクソン南軍で最も有名な将軍の地位に引き上げさせた。ただし後にジャクソンの上官であるロバート・E・リー将軍にその評判が移行した。
ジャクソンはこの敗北について責任を受け入れることを拒否し、その後は以前の自隊であるストーンウォール旅団の指揮官リチャード・ガーネット准将を、許可を出す前に戦場から離脱したとして逮捕させた。このストーンウォール旅団の撤退は、北軍の攻撃のほとんどを受け止めて南軍損失の大半を出した後のことであり、ファルカーソン旅団の右翼を曝し、その旅団も撤退させることになり、恐慌を来させることになった。ガーネットの後釜にはチャールズ・S・ワインダー准将が充てられた。9月のメリーランド侵入のとき、ロバート・E・リーがガーネットに対する告発を止めるよう命じたが、ガーネットは1年以上も軍法会議の屈辱を味わい、ゲティスバーグの戦いではピケットの突撃の時に戦死することになった。
第二次カーンズタウンの戦いは1864年のバレー方面作戦のときに起きた。